# Ludshøj
 "Lyshøj" omdirigeres hertil. For Lyshøj i Nordtyskland, se Lyshøj (Sydslesvig).
Ludshøj (i ældre tid Lyshøj) menes at være den eneste bevarede gravhøj af en højgruppe syd for Blistrup i Nordsjælland. Den ligger på en bakke ved Øllemose Å og er selv 30 meter høj.
I forbindelse med grusgravning stødte man i 1871 på en rig grav fra yngre bronzealder, der indeholdt et sværd, en pilespids, et beslag til et pilekogger, en ragekniv af bronze samt en pincet, en dobbeltknap og en nål af guld.